# Holkov
Holkov je malá vesnice, část města Velešín v okrese Český Krumlov. Nachází se asi 1,5 km na sever od Velešína. Prochází tudy železniční trať České Budějovice – Summerau se stanicí Holkov a silnice I/3. Holkov leží v katastrálním území Prostřední Svince-Holkov o rozloze 1,63 km².

## Historie
První písemná zmínka o vesnici pochází z roku 1378. V letech 1378 až 1413 je zmiňován majitel zdejší tvrze Matěj či Mach z Holkova. Okolo roku 1475 tvrz násilně obsadil Jindřich Roubík z Hlavatec. V roce 1513 tvrz získal Jiří Kunáš z Machovic a jeho potomci ji drželi do roku 1640. V pozdější době tvrz zanikla. Dále se na holkovském statku vystřídalo několik majitelů; v roce 1757 holkovský dvůr koupil klášter Zlatá Koruna; po zrušení kláštera Holkov připadl v roce 1787 k českokrumlovskému panství. V roce 1921 zde stálo 23 domů a žilo zde 151 obyvatel, z toho 148 Čechů.

## Pamětihodnosti
- Poblíž Holkova se nachází nejstarší železniční most v kontinentální Evropě – tři metry dlouhý kamenný obloukový most z roku 1828 se zachovaným zbytkem koněspřežné dráhy.[7]
- V Holkově se zachovala staniční budova koněspřežné dráhy s koňskou stájí; v Holkově bývala první přepřahací stanice směrem od Českých Budějovic.

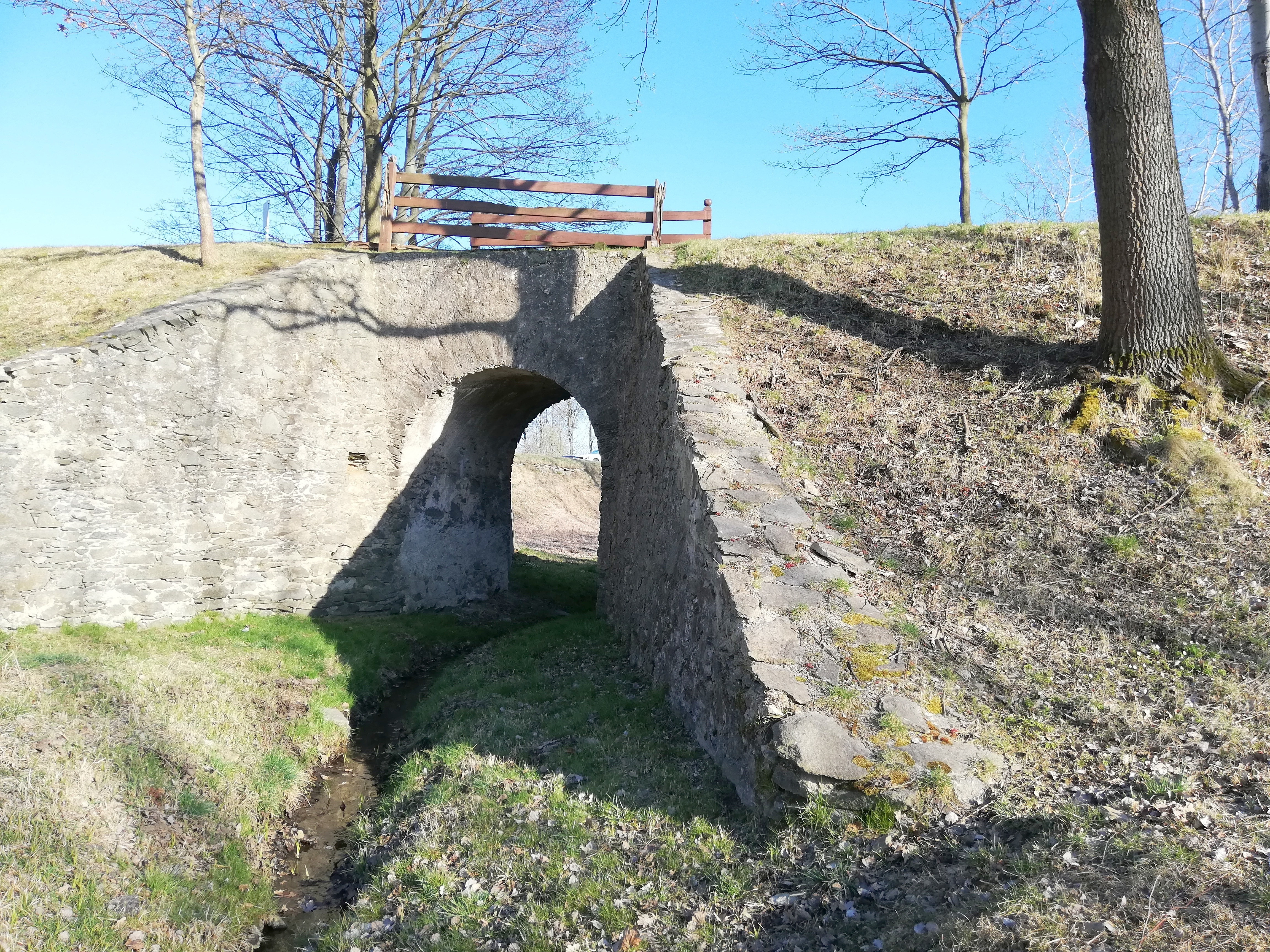
Můstek koněspřežné dráhy České Budějovice – Linec – Gmunden